# Cui Yang
Cui Yang (en chino: 崔阳; 22 de julio de 2000) es un deportista chino que compite en taekwondo. En los Juegos Asiáticos de 2022 obtuvo una medalla de oro en la prueba de equipo mixto.

## Palmarés internacional
| Juegos Asiáticos | Juegos Asiáticos | Juegos Asiáticos | Juegos Asiáticos |
| Año              | Lugar            | Medalla          | Categoría        |
| ---------------- | ---------------- | ---------------- | ---------------- |
| 2022             | Hangzhou (China) | Medalla de oro   | Equipo mixto     |